# Mata Hari (Samira Efendi)
Mata Hari è un singolo della cantante azera Samira Efendi, pubblicato il 17 marzo 2021 su etichetta discografica BMF Records.
Il brano è stato selezionato per rappresentare l'Azerbaigian all'Eurovision Song Contest 2021.

## Descrizione
Samira Efendi era stata selezionata internamente per rappresentare il suo paese all'Eurovision Song Contest 2020 con la canzone Cleopatra, prima della cancellazione dell'evento. A marzo 2020 l'emittente televisiva İctimai TV l'ha riconfermata per l'edizione eurovisiva successiva. Mata Hari è stato confermato come nuovo brano azero il 13 marzo 2021 e presentato insieme al suo video musicale due giorni dopo. È stato reso disponibile sulle piattaforme digitali a partire dal successivo 17 marzo.
Nel maggio successivo, dopo essersi qualificata dalla prima semifinale, Samira Efendi si è esibita nella finale eurovisiva come Efendi, dove si è piazzata al 20º posto su 26 partecipanti con 65 punti totalizzati.

## Tracce
Testi e musiche di Amy van der Wel, Luuk van Beers, Tony Cornelissen, Josh Earl.
1. Mata Hari – 2:41

## Classifiche
| Classifica (2021) | Posizione massima |
| ----------------- | ----------------- |
| Belgio (Fiandre)  | 56                |
| Grecia            | 6                 |
| Islanda           | 25                |
| Lituania          | 18                |
| Norvegia          | 21                |
| Paesi Bassi       | 44                |
| Svezia            | 47                |